# Шуазёль-Стенвиль, Жак-Филипп де
Герцог Жак-Филипп де Шуазёль-Стенвиль (фр. Jacques-Philippe de Choiseul-Stainville; 6 сентября 1727, Люневиль — 2 июня 1789, Страсбург) — имперский и французский государственный и военный деятель, маршал Франции.

## Биография
Третий сын Франсуа-Жозефа де Шуазёля, маркиза де Стенвиля, великого канцлера Лотарингии, и Франсуазы-Луизы де Бассомпьер, младший брат герцога Этьена Франсуа де Шуазёля.
Первоначально титуловался графом де Шуазёль-Стенвиль.
С юности служил в войсках императрицы Марии Терезии, был драгунским капитаном, командором ордена Святого Стефана, камергером императора, полковником в шеволежерском полку Лёвенштейна. Отличился в боях под командованием барона Лаудона и фельдмаршала Дауна, 19 февраля 1759 произведён в генерал-фельдвахтмейстеры, 9 марта 1760 в генерал-фельдмаршал-лейтенанты.
25 апреля 1760 отпросился с императорской службы, чтобы перейти во французскую армию. 18 мая был произведён в генерал-лейтенанты и направлен в Германскую армию маршала Брольи. Отличился во второстепенных операциях, которые подробно описывает секретарь Пинар.
15 февраля 1761 назначен генеральным инспектором пехоты. В марте заставил наследного принца Брауншвейгского покинуть высоты Зангенроде, взяв 13 орудий, 29 знамён и две тысячи пленных. Был призван ко двору и 26 апреля награждён орденом Святого Людовика. Служил в Верхнерейнской армии, с боем овладел замком Нагель, участвовал в деле при Фелингхаузене и изгнал неприятеля из Гессена.
В 1770 году стал губернатором Лотарингии и Страсбурга.
13 июня 1783 произведён в маршалы Франции.
2 февраля 1786 пожалован в рыцари орденов короля, в том же году возведён в достоинство герцога по патенту. В 1788 году стал губернатором Эльзаса.

## Семья
Жена (3.04.1761): Томаза-Тереза де Клермон-Амбуаз (1746—1789), дочь Жака-Луи-Жоржа де Клермон д'Амбуаза, маркиза де Ренель, и Мари-Анриетты Расин де Жонкуа
Дети:
- Мари-Стефани (10.11.1763—6.04.1833). Муж (6.10.1778): Клод-Антуан-Габриель де Шуазёль (1760—1838), герцог де Шуазёль-Стенвиль
- Тереза-Фелисите (1767 — 9 термидора II года республики (27.07.1794), гильотинирована. Муж (6.04.1782): принц Монако Жозеф Гримальди (1763—1816), сын Оноре III Гримальди, князя Монако